# جامع عبد الله بن عباس (ديالى)
جامع عبد الله بن عباس هو من مساجد العراق التاريخية الأثرية ويقع في قرية الشيخ بابا الكبيرة، في جلولاء في محافظة ديالى، ولقد شيد وبني عام 1300هـ/1883م، في عهد الدولة العثمانية، وتبلغ مساحته 2000 م2 تقريباً، وبني من مادة الطين واللبن ويعد أقدم مسجد في المنطقة، ولقد تمت صيانته وترميمه عدة مرات وكان آخرها في عام 2010م، من قبل ديوان الوقف السني وتمت عملية الصيانة والترميم مع مراعاة الطابع القديم التراثي، ويحتوي الجامع على حرم واسع فيه أقواس جميلة يرتفع عليها السقف، وتقام في الجامع حالياً صلاة الجمعة وصلاة العيدين والصلوات الخمس المكتوبة.